# アームド
アームド (Armed) とは、1940年代に活躍したアメリカ合衆国の競走馬である。せん馬であったため、長い期間走り続け、多くの名馬と対戦し、自身も41勝もの勝ち星をあげた。20世紀のアメリカ名馬100選では第39位に選出されている。

## 戦績
アームドは気性が悪かったために2歳の3月に去勢され、デビューは3歳になってからであった。2月終わりのデビュー戦を8馬身差で圧勝したが、4戦目のレナートハンデキャップではトワイライトティアーに完敗し、クラシックからは遠のいてしまう。結局3歳時のアームドは7戦3勝でステークス勝ちはなく、平凡な馬であった。
だが4歳になってベン・ジョーンズ厩舎から息子のジミー・ジョーンズ厩舎へ転厩すると、アームドの快進撃が始まる。初戦こそ5着に敗れたものの、その後6連勝。シカゴハンデキャップで連勝は止まり、ワシントンパークハンデキャップではブッシャーに敗れるものの、10月のワシントンハンデキャップから再び連勝を開始し、ピムリコスペシャルステークスでは同じく遅れてきた名馬スタイミーや、ブッシャーに次ぐ実力の3歳牝馬ギャロレットを一蹴し、最強馬の座へと躍り出た。
5歳になってもアームドの快進撃は続く。前年6月から続けていた連対を22まで伸ばしたのである。ほとんどのレースで130ポンド(約59キログラム)余りのハンデを課せられながらこの記録は驚異的と言える。5月のサバーバンハンデキャップでは、スタイミー、ポリネシアンの古馬3強が一堂に会するが、結果はアームドの快勝で、都合三度対戦したスタイミーには、遂に一度も先着を許さなかった。
6歳になったアームドは、円熟期を迎える。ワイドナーハンデキャップ、ガルフストリームハンデキャップ、スターズ&ストライプスハンデキャップ、ワーラウェイステークスで4度のレコード勝ちを収める。そして9月。ベルモントパーク競馬場で、2歳年下の三冠馬、アソールトとのマッチレースに臨んだ。アソールトは既にスタイミーを何度も下しており、多くの注目が集まった一戦だったが、蓋を開けてみればアームドの8馬身差圧勝で、このレースが決め手となってアームドは年度代表馬に選出された。アームドにとって最高のレースとなったが、反動も大きかったのか、このレースを境に勢いが落ちていく。
7歳初戦を勝利したアームドは、2月の一般戦でサイテーションと対峙する。ところが精彩を欠き、約3年ぶりに掲示板を外す6着に敗れてしまう。次走のセミノールハンデキャップでも対戦するが雪辱はかなわず、更にこの後故障を発生して一年余りの休養を余儀なくされる。復帰後アームドは9歳まで走り5勝を挙げるが、ステークスレースを勝つことはできなかった。だが、引退レースとなった一般戦はレコードで勝利し、最後の勇姿を見せた。

## 評価

### 主な勝鞍
- 1946年 - サバーバンハンデキャップ、ワイドナーハンデキャップ、ワシントンパークハンデキャップ
- 1947年 - スターアンドストライプスハンデキャップ、ガルフストリームパークハンデキャップ、アーリントンハンデキャップ、ワイドナーハンデキャップ（連覇）、ワシントンパークハンデキャップ（連覇）

### 年度表彰
- 1946年 - 全米最優秀古牡馬
- 1947年 - 全米最優秀古牡馬、年度代表馬

### 表彰
- 1963年 - アメリカ競馬名誉の殿堂博物館に殿堂馬として選定される。
- 1999年 - ブラッド・ホース誌の選ぶ20世紀のアメリカ名馬100選で第39位に選出される。

## 血統表
| アームドの血統（テディ系／Trenton 4x5=9.38%） | アームドの血統（テディ系／Trenton 4x5=9.38%） | アームドの血統（テディ系／Trenton 4x5=9.38%） | （血統表の出典）      | （血統表の出典） |
| 父 Bull Lea 1935 青鹿毛 アメリカ              | 父の父Bull Dog 1927 青毛 フランス             | Teddy                                         | Ajax                  | Ajax             |
| 父 Bull Lea 1935 青鹿毛 アメリカ              | 父の父Bull Dog 1927 青毛 フランス             | Teddy                                         | Rondeau               |                  |
| 父 Bull Lea 1935 青鹿毛 アメリカ              | 父の父Bull Dog 1927 青毛 フランス             | Plucky Liege                                  | Spearmint             | Spearmint        |
| 父 Bull Lea 1935 青鹿毛 アメリカ              | 父の父Bull Dog 1927 青毛 フランス             | Plucky Liege                                  | Concertina            |                  |
| 父 Bull Lea 1935 青鹿毛 アメリカ              | 父の母Rose Leaves 1916 青鹿毛 アメリカ        | Ballot                                        | Voter                 | Voter            |
| 父 Bull Lea 1935 青鹿毛 アメリカ              | 父の母Rose Leaves 1916 青鹿毛 アメリカ        | Ballot                                        | Cerito                |                  |
| 父 Bull Lea 1935 青鹿毛 アメリカ              | 父の母Rose Leaves 1916 青鹿毛 アメリカ        | Colonial                                      | Trenton               | Trenton          |
| 父 Bull Lea 1935 青鹿毛 アメリカ              | 父の母Rose Leaves 1916 青鹿毛 アメリカ        | Colonial                                      | Thankful Blossom      |                  |
| 母 Armful 1933 黒鹿毛 アメリカ                | 母の父Chance Shot 1924 鹿毛 アメリカ          | Fair Play                                     | Hastings              | Hastings         |
| 母 Armful 1933 黒鹿毛 アメリカ                | 母の父Chance Shot 1924 鹿毛 アメリカ          | Fair Play                                     | Fairy Gold            |                  |
| 母 Armful 1933 黒鹿毛 アメリカ                | 母の父Chance Shot 1924 鹿毛 アメリカ          | Quelle Chance                                 | Ethelbert             | Ethelbert        |
| 母 Armful 1933 黒鹿毛 アメリカ                | 母の父Chance Shot 1924 鹿毛 アメリカ          | Quelle Chance                                 | Quelle Est Belle      |                  |
| 母 Armful 1933 黒鹿毛 アメリカ                | 母の母Negrina 1921 黒鹿毛 アメリカ            | Luke Mcluke                                   | Ultimus               | Ultimus          |
| 母 Armful 1933 黒鹿毛 アメリカ                | 母の母Negrina 1921 黒鹿毛 アメリカ            | Luke Mcluke                                   | Midge                 |                  |
| 母 Armful 1933 黒鹿毛 アメリカ                | 母の母Negrina 1921 黒鹿毛 アメリカ            | Black Brocade                                 | Neil Gow              | Neil Gow         |
| 母 Armful 1933 黒鹿毛 アメリカ                | 母の母Negrina 1921 黒鹿毛 アメリカ            | Black Brocade                                 | Black Velvet F-No.3-o |                  |